# ポスポリテ・ルシェニェ

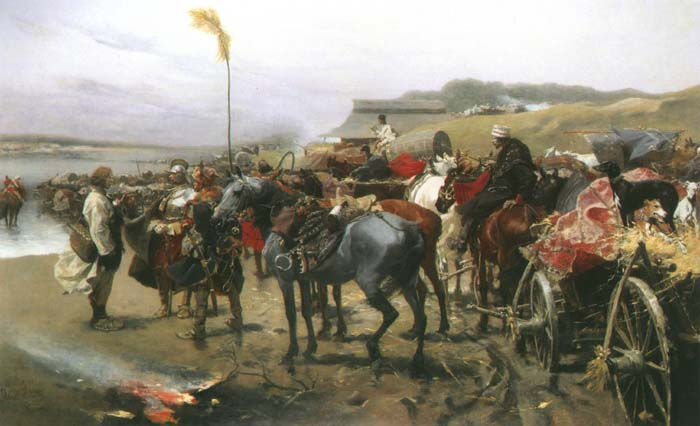
河畔のポスポリテ・ルシェニェ（ヨゼフ・ブラント画、1880年）

ポスポリテ・ルシェニェ (ポーランド語: Pospolite ruszenie ポーランド語発音: [pɔspɔˈlitɛ ruˈʂɛɲɛ][pɔspɔˈlitɛ ruˈʂɛɲɛ] ラテン語ラテン語: motio belli, ) は、ポーランド王国、ポーランド・リトアニア共和国で行われた軍事動員、およびそれによって編成された部隊。フランス語のlevée en masse（群民蜂起）の語がつかわれることもある。ポーランドには13世紀以前から、戦時に一部の人民を軍に動員する伝統があった。なお時代が下るにつれてポスポリテ・ルシェニェはシュラフタ層によって構成されるようになり、その後専業軍人にとってかわられていった。

## 成立
中世後期までのポーランド王国では、他のヨーロッパ諸国と同様に封建制に基づいて招集された騎士が軍を構成していた。最も早い言及は、14世紀前半のヴワディスワフ1世の時期まで遡る.。彼の次代のカジミェシュ3世の時代にまとめられたカジミェシュ大王法令では、騎士や領主の軍役義務を定め、従わない者からは領地を没収するとした。裕福な騎士はランス部隊（lances fournies、ポーランドではコピアkopia）を編成して参加し、そうでない者は軽騎兵や歩兵として参陣した。彼らは国内外で戦争に参加する義務があった。
次第に騎士（後にはシュラフタ）が特権を拡大していくにつれて、ポスポリテ・ルシェニェの制度は彼らにより有利な形へ改革されていった。ポスポリテ・ルシェニェによる徴用期間は2週間であった。1335年のブダの特許状では、国王は外国で戦った貴族の被った損害を完全に保証することが定められ、また1374年のコシツェの特許状では、外国で戦った貴族が捕虜となった場合に必ず国王が身代金を支払うことが定められた。さらに1388年の特許状では上記の国王の義務の対象が国内で行う防衛戦にまで広げられ、さらに国王は貴族軍召集にあたって彼らに報酬を支払い、また行動の前にあらかじめ貴族と相談することが決められた。
初期のポスポリテ・ルシェニェには、貴族の他にも教会領内に土地を持つ騎士や、ソウティスやヴォイツなどの農民指導者も含まれていた。また都市住民でも土地を所有しているなら参加する権利があった。14世紀以降、王が招集したときや緊急時には、関係地域のスタロスタからポスポリテ・ルシェニェが集められた。1454年のツェルクフィツァの特許状以降、ポスポリテ・ルシェニェの招集には地元のセイミク（地域議会）の同意が必要になり、15世紀末までには全国議会であるセイムの承諾まで得なければならなくなった。こうした特権の中にはシュラフタが王から半ば奪い取ったようなのものあり、ポスポリテ・ルシェニェはその都度新たな特権を与えられなければ動こうとしない（十三年戦争時の1454年の特権付与は典型的であった）軍制になってしまった。
ポスポリテ・ルシェニェは、普通はポーランド王国（後にはポーランド・リトアニア共和国）の行政区画ごとに組織され、さらに小さなヴォイヴォダ領がより低次の組織となった。騎士（貴族）はヴォイヴォダなどを通して召集を受けると、指定された地点に集結し、そこでヘトマンもしくは王に指揮権を譲った。ここで出身に基づき、50人から120人ほどの部隊（ホロンギエフ）に編成された。ただし、一部のマグナートは自らのホロンギエフを編成することもあった。

## 衰退
係争が多いポーランド・リトアニア共和国の東部・南部国境地帯では、シュラフタが戦力として力をつけ強力な階級に成長していった。一方で中央部の平和な地にいた貴族たちは、職業軍人や傭兵と比べて戦闘の経験が乏しくなっていった。もはやポスポリテ・ルシェニェはアマチュア軍団と化し、その職業軍人と比較しての弱体ぶりは十三年戦争初期の戦闘で顕著に表れた。連度のみならず軍規や装備もまちまちで、戦地への集結にひと月近くもかかることもポスポリテ・ルシェニェの弱みだった 。1497年には大規模な改革が実施されたが、ポスポリテ・ルシェニェの落日を止めるには至らなかった。
15世紀以降、ポスポリテ・ルシェニェは職業軍人の部隊よりも活躍の場が少なくなっていった。16世紀半ばまでは、ポスポリテ・ルシェニェの最大規模は理論上5万人ほどとなっていた。
17世紀に入ったころにはもはやポスポリテ・ルシェニェの役割は極めて小さくなり、大洪水時代中の1656年ワルシャワの戦いでの敗北を最後に招集されなくなった。それにもかかわらず、ポスポリテ・ルシェニェのシュラフタは未だに自分たちがポーランド軍のエリート部隊を構成しているという自負を持っていた。彼らが防衛戦争における「献身」の対価を求め続けたことで、彼らが大きな権限を持つ黄金の自由が到来したといえる。またシュラフタは軍役の対価として自身への減税を正当化したために、ポーランド・リトアニア共和国の財政は著しく傾き、常備軍を維持するのが難しいまでの惨状を引き起こした。この時点で共和国軍の兵力は1万6000人にまで減少しており、30万人を擁するロシアや、20万人を擁するプロイセン、オーストリアにとって、ポーランドは格好の餌食となった。

## 概念の変化
1794年のコシチュシュコの蜂起の際、啓蒙思想とフランス革命の影響を受けて、タデウシュ・コシチュシュコは貴族に限らない18歳から40歳の五体満足の男性からなる民兵軍団を組織し、ポスポリテ・ルシェニェと呼んだ。1806年、ナポレオン・ボナパルトが成立させたワルシャワ公国においては、ポスポリテ・ルシェニェは予備役兵の一団を指す語になった。1831年の11月蜂起の際、セイムは17歳から50歳の人民を集めてポスポリテ・ルシェニェを組織しようとしたが、この案はヤン・ジグムント・スクシネツキに反対された。
再独立を果たしたポーランド第二共和国においては、ポスポリテ・ルシェニェは40歳から50歳の予備役兵と50歳から60歳の予備役将校の一団を指した。彼らは軍事演習に参加し、戦時には軍の一部として活動した。